# Pireella angustifolia
Pireella angustifolia là một loài Rêu trong họ Pterobryaceae. Loài này được (Müll. Hal.) Arzeni miêu tả khoa học đầu tiên năm 1954.